# Bo Jonsson Grip

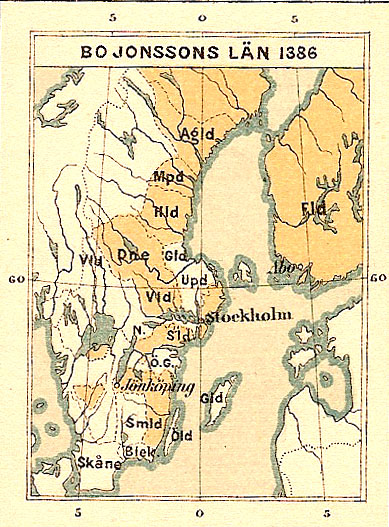
Karte des Grundbesitzes von Bo Jonsson

Wappen der Adelsfamilie Grip

Bo Jonsson Grip (* unbekannt; † 20. August 1386) war schwedischer Reichsrat und Reichsdrost sowie der größte Großgrundbesitzer seiner Zeit in Schweden und Finnland.
Sein Name tauchte 1354 erstmals in schwedischen Dokumenten auf. Bo war ab 1359 Reichsrat, ab 1364 Vogt in Stockholm, ab 1366 juristisches Oberhaupt in Östergötland und ab 1369 der höchste Beamte des Königs Albrecht von Mecklenburg. Ab 1371 war er Reichsdrost in Finnland und Vorsteher mehrerer Harden in Schweden.
Bo Jonsson entstammte dem Adelsgeschlecht der Grip. Seine Güter, die er hauptsächlich durch Pfandleihe erhielt, umfassten in ihrer größten Ausdehnung 1/3 von Schweden und gesamt Finnland. Es war offensichtlich, dass Bo die großen Geldmengen, die er als Pfand beim Königshaus hinterlegte, nicht aus eigener Tasche bezahlte. Aus seinem Testament war ersichtlich, dass hinter ihm eine Reihe einflussreicher Unterstützer stand. Diese halfen Bo Jonsson überwiegend aus politischen Gründen. Es sollte eine Machtbasis entstehen, welche die mecklenburgische Dynastie daran hindern sollte, sich weiter in Schweden auszubreiten. Aus diesem Grund trennte Bo Jonsson in seinem Testament rein private Güter, wie zum Beispiel Schloss Gripsholm und Schloss Bjärka-Säby, strikt von den Besitzungen, die er aus politischen Gründen verwaltete.
In einer Chronik des Klosters Vadstena wird Bo Jonssons politische Macht so stark beschrieben, „dass nicht einmal der König, Herr Albrecht, sich gegen ihn durchsetzen konnte, obwohl er es mehrfach versuchte“. In mehreren zeitgenössischen Quellen wird Bo Jonsson als gierig und gemein beschrieben. So wurde er zum Beispiel beschuldigt, den Mord an einem Freibauern durchgeführt oder beauftragt zu haben, um später dessen Besitz zu übernehmen.